# Fusiliers marins
De Fusiliers Marins ("Maritieme Fuseliers"), ook vlootmariniers genoemd, zijn het marinierskorps van Frankrijk en is een onderdeel van de Franse marine.
De  Fusiliers Marins  zijn getraind voor gevechten aan land en in kustgebieden. Ze zijn ook verantwoordelijk voor de bewaking en beveiliging aan boord van marineschepen en van belangrijke wallocaties van de Franse marine.

## Taken
De  Fusiliers Marins  zijn belast met:
- Uitvoeren van landoperaties vanaf zee;
- Uitvoeren van speciale operaties (Commandos Marine);
- Beveiliging van wallocaties van de Franse marine (marinebases, locaties van de Franse marineluchtvaart, zendstations enz.);
- Beveiliging van zeestrijdkrachten (ordehandhaving aan boord van schepen en bescherming van marineschepen tegen aanvallen).

De Fusiliers Marins moeten niet worden verward met de Troupes de Marine (ook wel: infanterie de marine) van het moderne Franse leger. Het laatste korps was van orgine de mariene infanterie van de Troupes Coloniales, de Franse koloniale troepen (landmacht), en is na verschillende tegenwoordig een overzees onderdeel van de Franse landmacht. De  Fusiliers Marins  zijn altijd onderdeel van de Franse marine geweest.

## Geschiedenis van de Franse Fusiliers Marins

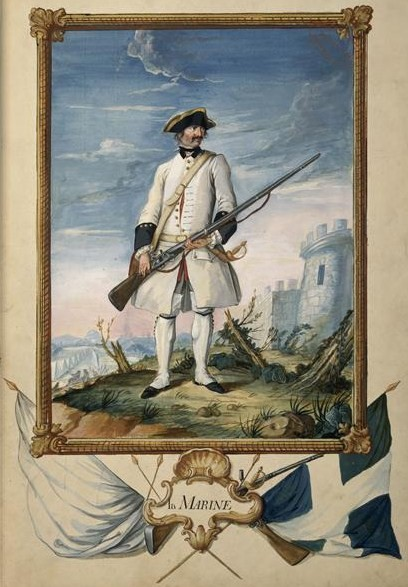
Soldaat van de Compagnies Franches de la Marine in de 18e eeuw

### Voorouders, Compagnies Franches de la Marine
In 1627 werd door kardinaal de Richelieu een marineregiment opgericht dat bedoeld was om soldaten te leveren voor dienst op marineschepen. Hun rol bestond uit gevechten op zowel land als zee, onder bevel van de officieren van het schip. Deze zeegaande soldaten maakten deel uit van de bemanning van het schip en deden ook maritieme taken aan boord. De basiseenheden waren de Compagnies Franches de la Marine: afzonderlijke detachementen van ongeveer 70 man, elk aangevoerd door een lieutenant de vaisseau, ondersteund door twee enseignes de vaisseau. Deze compagnies dienden in de Franse koloniën van die periode en in het bijzonder in Nouvelle-France in Noord-Amerika. Deze eenheden bestonden onder verschillende namen tot 1825, toen de Régiments de la Marine werden ontbonden. De landmacht-taken werden overgenomen doord e nieuw opgerichte Troupes de la marine, die later naar de koloniale troepen (Troupes Coloniales) van het Franse leger overgingen, welke in 1900 waren opgericht voor overzeese dienst. De maritieme taken, waaronder het optreden als landingseenheid, werd overgenomen door de compagnies de débarquement, eenheden bestaande uit zeelieden die niet werden opgeleid voor gevechten op het land.

### Oprichting van een gespecialiseerd korps in 1856
Doordat de Franse marine na het opheffen van de Régiments de la Marine in 1825 niet meer over personeel beschikte dat was opgeleid voor gevechten te land, werd bij daarom op 5 juni 1856 bij imperiaal decreet de functie van fusilier marin gecreëerd, waarvan de opleiding werd verzorgd een bataljon gestationeerd in Lorient in Bretagne. Eenheden met fusiliers marins werden onder bevel van een capitaine d'armes en zijn sergent d'armes gestationeerd aan boord van de verschillende schepen van de Franse vloot, en waren de directe voorloper van de moderne Fusiliers Marins.
Sinds 1856 namen de Fusiliers Marins.deel aan de verschillende conflicten, waaronder:
- Militaire koloniale campagnes van het einde van de 19e eeuw
- Expedities in China, Cochinchina, Tonkin en Madagaskar
- De Europese conflicten, Frans-Duitse Oorlog (1870), Eerste Wereldoorlog (1914-1918) en Tweede Wereldoorlog (1939-1945)
- Eerste Indochinese Oorlog (1946-1954)
- Algerijnse Oorlog (1954-1962)

#### 1856-1914
Tijdens de Frans-Duitse Oorlog van 1870, na de voor de Fransen rampzalig verlopen van Slag bij Sedan, waren de brigades de marins fusiliers et canonniers betrokken bij de gevechten bij Bapaume en vervolgens bij de verdediging van Parijs, met name bij Le Bourget en L'Haÿ-les-Roses.
Tijdens de Commune van Parijs in 1871 namen twee regiments de marins fusiliers als deel uit van de 2e divisie van het reservekorps van het Armée Versaillaise (Leger van Versaille) deel aan La Semaine Sanglante (De Bloederige Week), van zondag 21 tot zondag 28 mei 1871, waar de opstand werd neergeslagen en de opstandelingen massaal werden geëxecuteerd.
Een detachement van fusiliers marins verdedigde de Franse Legatie (diplomatieke missie) in Peking tijdens de Boxeropstand van 1900. Onder hun officieren bevond zich  lieutenant de vaisseau Pierre Alexis Ronarc'h, die in 1914 zou dienen als Contre amiral en commandant van de Brigade de Fusiliers Marins.

#### Eerste Wereldoorlog

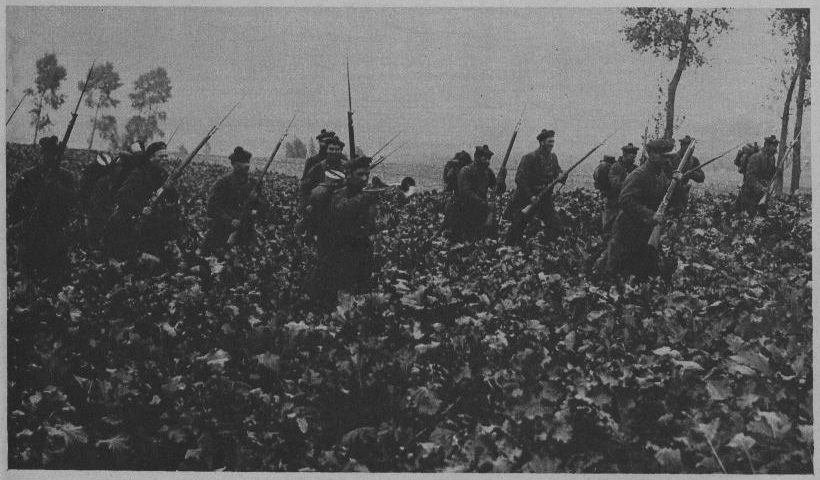
Het eerste gevecht van de Fusiliers Marins in het departement Nord in november 1914

De Brigade de Fusiliers Marins werd ingezet op de as tussen Melle en Kwatrecht om de aftocht van het Belgische Leger uit de vesting Antwerpen te dekken. In Melle werd voor hen een monument opgericht.

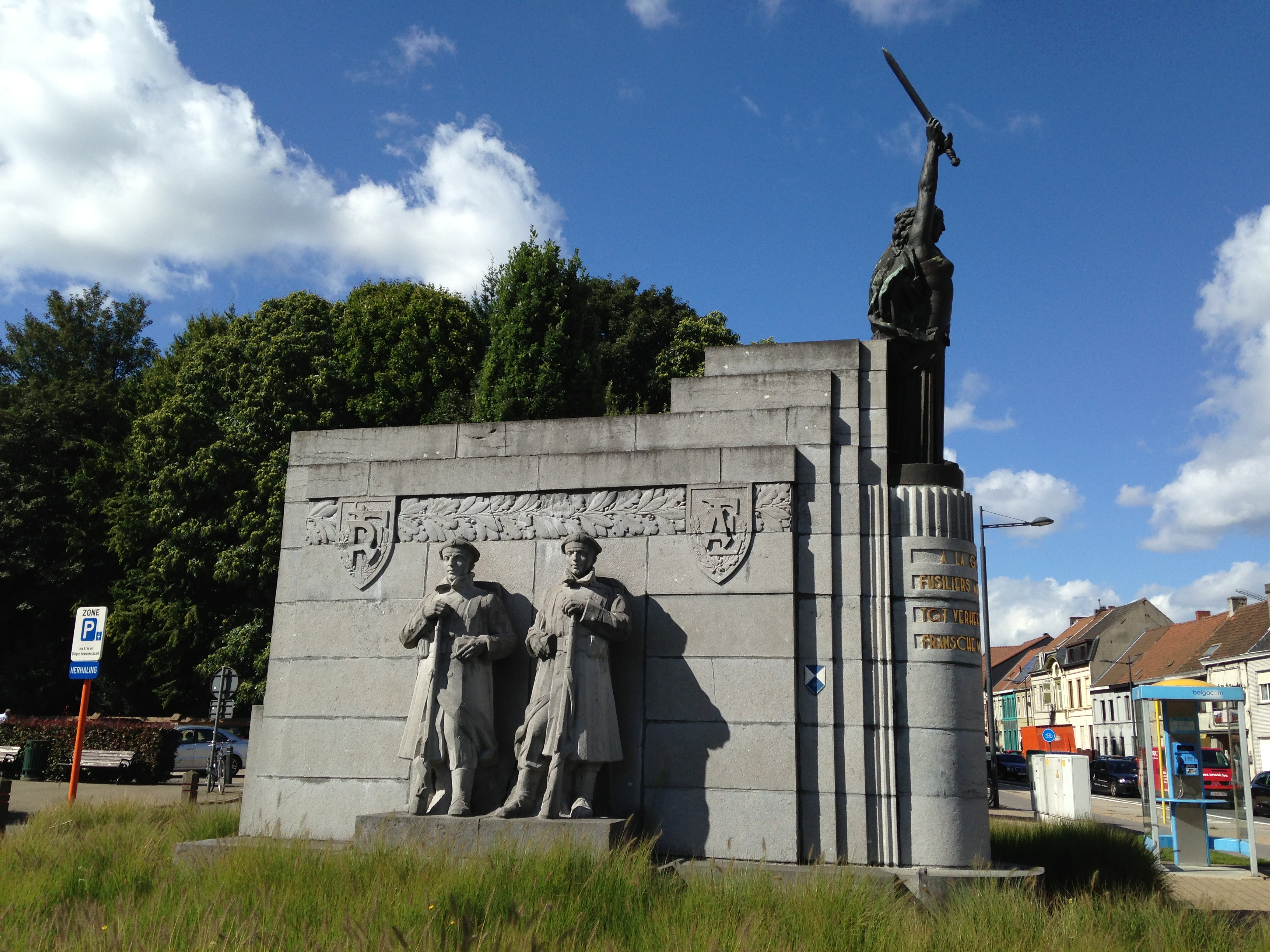
Standbeeld voor de Franse Vlootmariniers

De Vlootmariniers onderscheidden zich bij Diksmuide tijdens de Slag om de IJzer, en bij Langwade, Hailles en Laffaux tijdens de vroege stadia van de Eerste Wereldoorlog.

#### Tweede Wereldoorlog

##### 1er Régiment de Fusiliers Marins
Het 1er Bataillon de Fusiliers Marins maakte deel uit van de Vrije Franse Strijdkrachten (Forces Françaises Libres (FFL)). Op 24 september 1943 werd het uitgebreid tot 1er Régiment de Fusiliers Marins (1e RFM), het verkenningsregiment van de 1er Division Française Libre (1erDFL). Het regiment was uitgerust met Amerikaanse materieel: M3A3 Stuart lichte tanks, M8 Scott gemechaniseerde houwitsers, M3 Scout Car’s, M5 Half-tracks en Willys MB jeeps. De eenheid vocht van 22 april 1944 tot 12 mei 1944 in Italië en na Operatie Dragoon (15 aug 1944) in de Provence in Zuid-Frankrijk. Op 12 september 1944 ging het regiment in Normandië aan land, en vocht vervolgens in Noord-Frankrijk

##### Régiment Blindé de Fusiliers-Marins
Andere Fusiliers Marins, overzeese troepen die vielen onder het Armée de Vichy (Krijgsmacht van Vichy), werden in 1942 in Diego-Suarez op Madagaskar gevangengenomen door de Britten en geïnterneerd in Engeland. Na Operatie Torch, de Anglo-Amerikaanse landing in Noord-Afrika, op 8 november 1942 gaven bijna 400 van hen aan tegen Nazi-Duitsland te willen vechten. Ze werden vervoerd naar Algiers om een bataljon Fusiliers Marins te vormen om de kustartilleriebatterijen van Bizerte te bemannen. Op 19 september 1943 werd het Bizerte-bataljon omgevormd tot het Régiment Blindé de Fusiliers-Marins (RBFM). Ze werden in Casablanca (Marokko) voorzien van Amerikaanse tenues en materieel. De eenheid werd uitgebreid met veel vrijwilligers, waaronder veel die uit Frankrijk gevlucht waren. Het RBFM was vervolgens het antitank-regiment (Régiment de Chasseurs de Chars) van de 2me Division Blindée (2me DB). Het regiment bestond uit vier gevechtseskadrons en beschikte in totaal over zo’n 300 wiel- en rupsvoertuigen, waaronder 36 M10 Wolverines, 25 M3A1 Scout Cars, 6 M2 Half-tracks, 3 M3 Half-Track’s, Willys MB jeeps en een aantal motorfietsen. Het regiment ontscheepte op 2 en 3 augustus in Normandië en vocht vervolgens in Noord-Frankrijk en Zuid-Duitsland.

##### 1er Bataillon de Fusiliers Marins Commandos

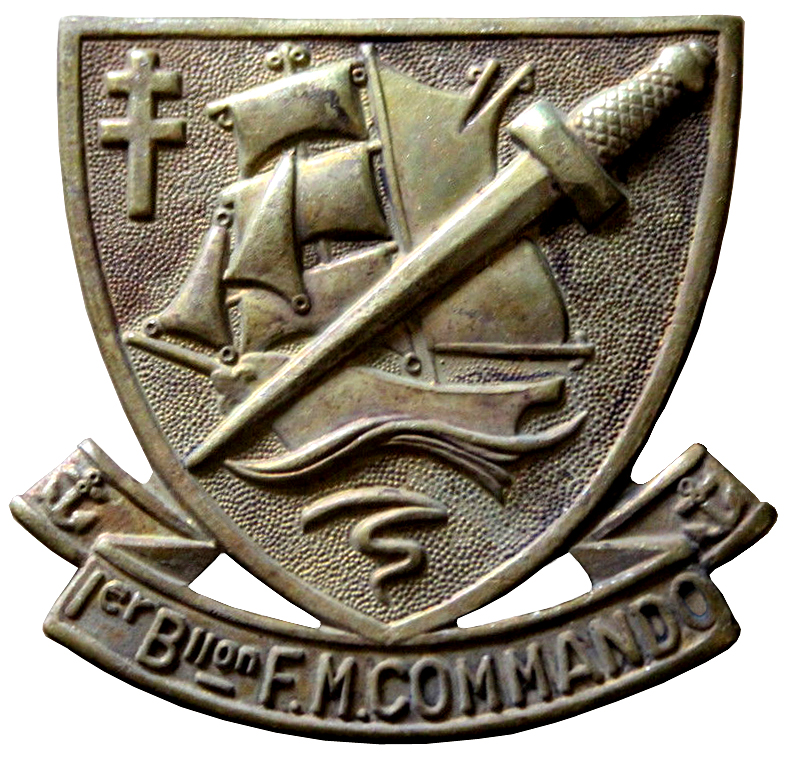
embleem

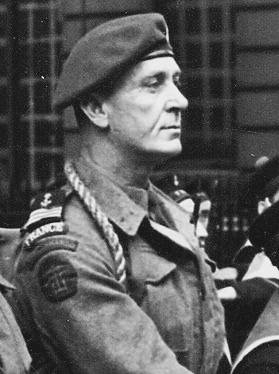
De bevelvoerende officier van de eenheid, Philippe Kieffer

In 1942 werd in Engeland het 1er Bataillon de Fusiliers Marins Commandos (1er BFMC) opgericht. Het maakte als No. 1 (French) Troop (1er compagnie de fusiliers marins commandos) No. 8 deel (French) Troop (2me compagnie de fusiliers marins commandos) en K-Gun half-troop deel uit van No. 10 (Inter-Allied) Commando., waar ook No. 2 (Dutch) Troop en No. 4 (Belgian) Troop deel van uitmaakten.
Commando’s van of No. 1 (French) Troop, onder lieutenant de vaisseau Philippe Kieffer (1899-1962), namen op 19 augustus 1942 samen met Britse en Canadese commando’s deel aan de Dieppe Raid (Operation Jubilee), en op 11 en 12 november 1942 aan de nachtelijke aanval op de brug bij Plouézec in Bretagne. In de nacht van 28 februari 1944 werden zes Franse commando’s onder wie lieutenant de vaisseau Charles Trépel (1908-1944), commandant van No. 8 (French) Troop, afgezet op het strand van Wassenaar om de Duitse verdedigingswerken van de Atlantikwall aldaar te verkennen. Ze waren per MTB vertrokken uit Great Yarmouth, per sloep naar de kust gebracht en zouden een dag later opgepikt worden. De actie mislukte echter, en de lichamen van de zes commando’s spoelden aan op het strand en werden door de Duitsers begraven.
Ook de 177 commando van het Commando Kieffer die op D-day op 6 juni 1944 onder de kort daarvoor tot capitaine de corvette gepromoveerde Kieffer in  Normandië  landden, maakten deel uit deze eenheid. Zij waren toegevoegd aan het Britse No. 4 Commando. Na de campagne in Normandië bleven de Franse commando’s bij No. 4 Commando en namen deel aan Operatie Infatuate, de Strijd om Walcheren. Samen met Britse en Nederlandse commando’s voerden ze op 1 november 1944 een amfibische landing uit bij Vlissingen en veroverden de stad.

#### Na de Tweede Wereldoorlog

##### Fusiliers Marins
In 1945 werd de Brigade Maritime d'Extrême-Orient (BMEO) opgericht waarin de RBFM 1er RFM werden opgenomen.

##### Commandos Marine

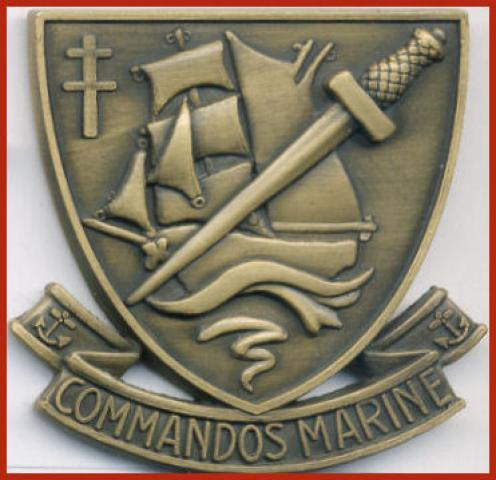
Baretembleem Commandos Marine

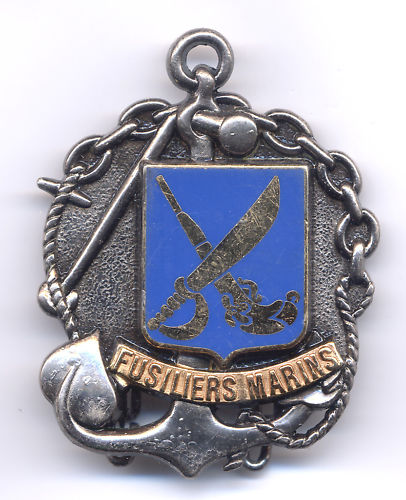
Baretembleem Fusiliers Marins

Baretembleem ondersteunend FORFUSCO personeel

Het 1er Bataillon de Fusiliers Marins Commandos (1er BFMC), werd op 1 april 1946 ontbonden, maar al voor die datum had Kieffer al met de secrétaire d'état à la marine (Minister van Marine) en de chef d'état-major de la marine (chef van de marinestaf) overlegd over de oprichting een eenheid van marinierscommando's. Halverwege 1946 begon in "Centre Siroco" bij Algiers de opleiding van drie Commandos Marine. Na de opleiding warden de eenheden in 1947 gestationeerd aan boord van het slagschip Richelieu en de lichte kruisers Duguay-Trouin en Montcalm. Al snel bleek dat de stationering aan boord niet handig was, en werden de – inmiddels 6 – Commandos Marine in mei 1947 een zelfstandig marine onderdeel. De Commandos Marine droegen in navolging van 1er BFMC de groene baret. De Commandos Marine namen na de oorlog deel aan verschillende operaties, waaronder:
- Ordehandhaving tijdens de Malagassische Opstand (1947): (Cdo "François")
- Indochina (‘45/’54): (Cdos "François", "de Montfort", "Jaubert", "Ponchardier", "Tempête", " Ouragan ")
- Suezcrisis (‘56/‘57): (Cdos "Jaubert", de Montfort", "de Penfentenyo ","Hubert")
- Algerije (’54-’62): (Cdos "Jaubert","de Montfort", "de Penfentenyo","Trépel","Yatagan", "Tempête")

##### Indochina

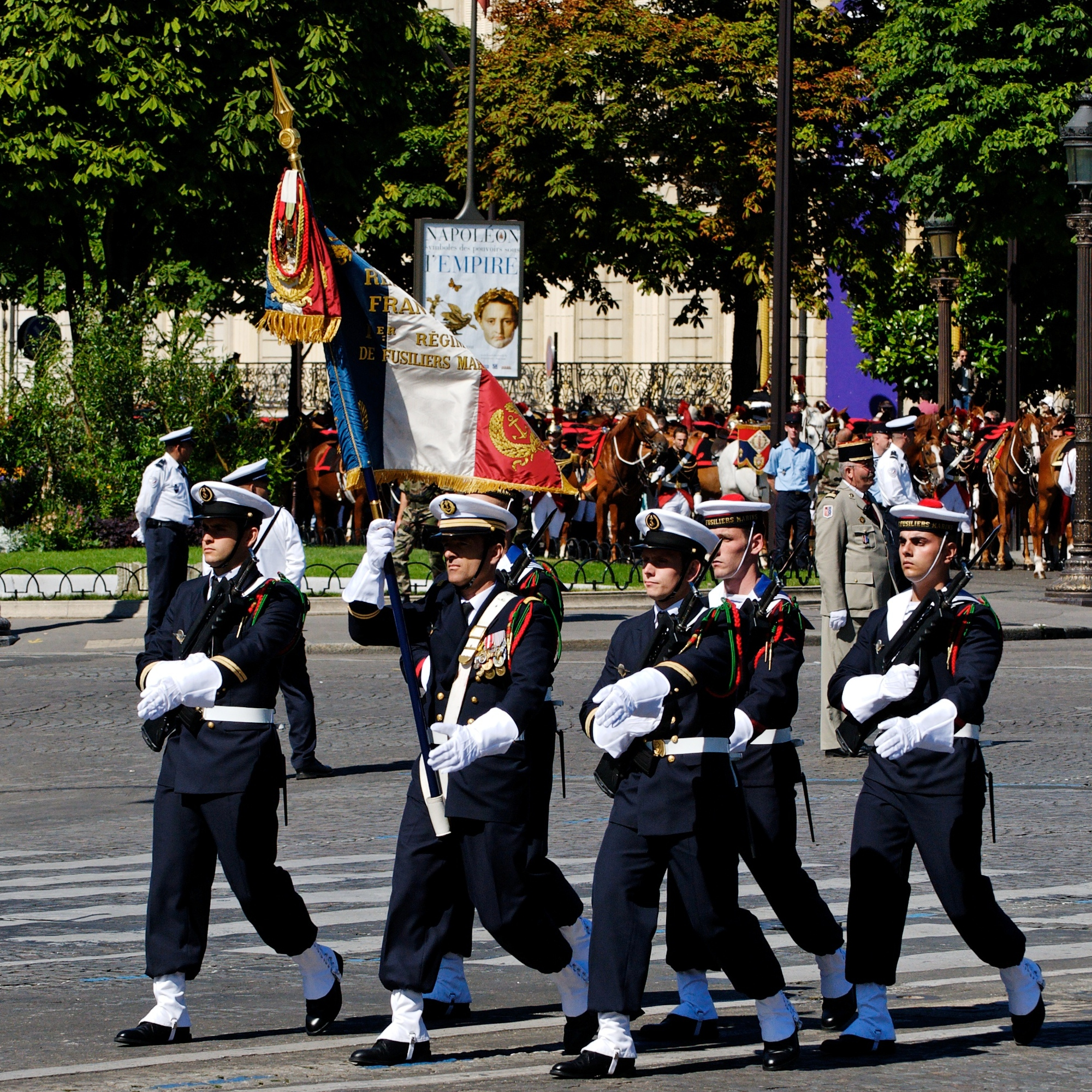
The regimental colors of the 1st Regiment of Fusiliers Marins at the 2008 Bastille Day Military Parade

In 1945 werd de Brigade Maritime d'Extrême-Orient (BMEO) opgericht waarin de RBFM 1er RFM werden opgenomen. Commandant van deze brigade was Capitaine de Vaisseau Robert Kilian (1895-1959)
1ère FFFM (Flottille Fluviale de Fusiliers Marins
Op basis van het verzoek van Général de corps d'armée Leclerc, vormde de BMEO in 1945-1946 “rivierbrigades”, de zgn. Divisions navales d'assaut (Dinassaut) die werden ingezet tijdens de Eerste Indochinese Oorlog (1946-1954). Dit waren infanterie eenheden voorzien van (landings)vaartuigen voor vuursteun en voor vervoer en transport over waterwegen. In totaal 10 Dinassauts waren van 1947 tot 1954 actief, 5 in de Mekongdelta in Zuid-Vietnam, en 5 op de Rode Rivier in Noord-Vietnam. Elke Dinassaut bechikte over ±10 vaartuigen en stond onder bevel van een capitaine de corvette (majoor) of een lieutenant de vaisseau (kapitein). Vaartuigen die door de Dinassauts gebruikt werden waren grotere schepen zoals de Landing Craft Tank (LCT) (350 ton, 57,6m lang en 9,3m breed), Landing Craft Infantry (LCI) (246 ton, 47,7m lang, 7,1m breed) en Landing Craft, Support (LCS) (250 ton, 48,3m lang, 7,1m breed) en kleinere zoals de Landing Craft Mechanized (LCM) (35 ton, 13,6m lang, 4,3m breed), Landing Craft, Vehicle, Personnel (LCVP) (8,2 ton, 11m lang, 3,4m breed) en Landing Craft Assault (LCA) (9 ton, 12,6m lang, 3,0m breed).
In Indochina waren ook verschillende Commandos Marines actief. Daarnaast werden er geïmproviseerde commandos opgericht:
- Commando "Ouragan" (opgericht 1952), een eenheid die bestond uit Vietnamese vrijwilligers met een kader van Commandos Marines. Opereerde in Zuid-Vietnam naast Cdo Jaubert.[14]
- Commando 62 "Tempête" (opgericht 1953) bestond uit Vietnamese vrijwilligers met een kader van Commandos Marines. Opereerde in Noord-Vietnam, samen met Cdo De Montfort. "Tempête" werd ontbonden op 1 nov 1954.[14][15]

##### Algerijnse Oorlog
Vanwege de Algerijnse Oorlog (1954-1962) en nadat de duur van de militaire dienstplicht verlengd was, besloot de marine in april 1956 een nieuwe eenheid mariniers op te richten, de Demi-Brigade de Fusiliers Marins (DBFM). De eerste commandant was capitaine de vaisseau (kolonel) Pierre Ponchardier. De eenheid bestond uit een staf, drie infanteriebataljons en vijf gevechtscompagnieën. Samen ongeveer 2000 man. Hoewel de demi-brigade viel onder de commandant van de vierde maritieme regio, een admiraal, stond ze onder operationeel bevel van de commandant van het Corps d’Armée d’Oran (“Oran-legerkorps”). De DBFM was tot 1962 belast met het beveiligen van de deelsector Nemours (oude naam van Ghazaouet), in het westen van Oran. Het actiegebied liep van de stad Honaïne in het oosten tot de Marokkaanse grens in het westen en van de Middellandse Zeekust tot de stad Nédroma in het zuiden.
Na de Algerijnse onafhankelijkheid op 18 maart 1962 werd de DBFM ontbonden. Van 1956 t/m 1962 telde de DBFM 187 doden en 254 gewonden.
In Algerije waren ook diverse Commandos Marines actief. Deze traden op tegen gewapende groepen. Vanaf 1959 werden ze samengevoegd onder de GROUCO (Groupement de Commandos).
Daarnaast werden er door de DBFM enkele geïmproviseerde commandos opgericht:
- Commando "Yatagan" (opgericht 1956), opgericht onder de DBFM in Algerije, een contra-guerrilla-eenheid die bestond uit Algerijnse vrijwilligers (Harki’s) met een kader van Fusilier-Marins voor het vergaren van naar inlichtingen in de DBFM-sector. De eenheid werd eerst aangeduid als 80me Groupe Mobile de Protection Rurale (GMPR). Op 1 juni 1959 werd de eenheid ontbonden. Veel van het personeel ging over naar het nieuwe Commando "Tempête".[17]
- Commando "Tempête" (Algerije) (opgericht 1959 in Algerije) Veel personeel kwam van het Cdo Yatagan, opgeheven 1962.[18][17]

## De huidige Fusiliers Marins: FORFUSCO
De Force Maritime des Fusiliers Marins et Commandos (FORFUSCO) werd in 2001 opgericht als vierde tak van de Franse marine, naast de Force d'action navale (Oppervlaktevloot), de Forces sous-marines (Onderzeedienst) en de Aéronautique navale (Marine Luchtvaartdienst). FORFUSCO kwam voort uit het in 1993 opgerichte Commandement des Fusiliers Marins et Commandos (COFUSCO) waarin de zeven Commandos Marines die de "mariene" component vormen van de speciale troepen van de Franse krijgsmacht, en de 2 groupements (bataljons) en 7 compagnies Fusiliers Marins waren samengevoegd. FORFUSCO staat onder bevel van een Contre amiral (ALFUSCO) en de staf is gestationeerd in Lanester nabij Lorient. FORFUSCO bestaat sinds 1 september 2020 uit 3 bataljons Fusiliers Marins (BFM), 6 compagnies Fusiliers Marins (CFM), 7 Commandos Marine’s en twee opleidingscentra en heeft ongeveer 2.700 man, waaronder de staf van 80 man.
FORFUSCO wordt ingezet bij:
- lucht-zeeoperaties
- speciale operaties
- beveiliging van gevoelige installaties van de Franse marine
- nationale inzet

### Fusiliers Marins
De Fusiliers Marins zijn het marinierskorps van de Franse marine, vergelijkbaar met bijvoorbeeld het Nederlandse Korps Mariniers, de Britse Royal Marines, het Duitse Seebatalion, de Spaanse Infantería de Marina, de Italiaanse Brigata marina "San Marco" en het Amerikaanse United States Marine Corps.

In 1993 werden de Fusiliers Marins en de Commandos Marines samengevoegd in de Commandement des Fusiliers Marins et Commandos (COFUSCO) dat in 2001 werd omgedoopt in Force Maritime des Fusiliers Marins et Commandos (FORFUSCO).
Op 1 september 2020 zijn de Fusiliers Marins eenheden van naam veranderd. Elke eenheid draagt nu de naam van een ‘Compagnon de la Libération’, een veteraan die tijdens de Tweede Wereldoorlog diende in het 1er Bataillon de Fusiliers Marins (1er, later 1er Régiment de Fusiliers Marins (1er RFM). Ook werd de benaming ‘Groupement’ gewijzigd in ‘Bataillon’, en werd de Compagnie de Fusiliers Marins de l’Île Longue uitgebreid tot een bataljon, het Bataillon de Fusiliers Marins de Morsier.
De 3 bataljons in Brest,  Île Longue et Toulon en de 6 compagnies Fusiliers Marins beschikken samen over ±1760 man.
| Oude naam            | Nieuw naam          | Genoemd naar                                                      |
| -------------------- | ------------------- | ----------------------------------------------------------------- |
| GFM Atlantique       | BFM Amyot d’Inville | Capitaine de frégate Hubert Amyot d'Inville (1909-1941)           |
| GFM Méditerranée     | BFM Détroyat        | Capitaine de corvette Robert Détroyat (1911-1941)                 |
| CFM de l’Île Longue  | BFM de Morsier      | Capitaine de frégate Pierre de Morsier (1908-1991)                |
| CFM de Rosnay        | CFM Le Sant         | Officier des Equipages de 1ère classe Georges le Sant (1914-2000) |
| CFM de France Sud    | CFM Colmay          | Officier des Equipages de 1ère classe Constant Colmay (1903-1965) |
| CFM de Sainte Assise | CFM Morel           | Officier des Equipages principal André Morel (1916-1979)          |
| CFM de Lanvéoc       | CFM Bernier         | maître fusilier Lucien Bernier (1914-1944)                        |
| CFM de Lann Bihoué   | CFM Brière          | matelot fusilier Georges Brière (1922-1944)                       |
| CFM de Cherbourg     | CFM Le Goffic       | maître-principal fusilier Pierre le Goffic (1912-1944)            |

### Commandos Marine
De Commandos Marine zijn speciale eenheden van compagniesgrootte van de Franse marine, vergelijkbaar met bijvoorbeeld het Nederlands MARSOF, de Britse Special Boat Service (SBS), het Duitse Kommando Spezialkräfte der Marine, de Spaanse Fuerza de Guerra Naval Especial (FGNE), de Italiaanse COMSUBIN (Comando Raggruppamento Subacquei e Incursori "Teseo Tesei"); en het Amerikaanse Navy SEALs.
Elk Commando Marine telt ongeveer 90 man, behalve het Commando Ponchardier dat ongeveer 160 man telt. Er zijn in 2020 zeven Commandos Marine eenheden. Zes zijn gestationeerd in Brest, en het Commando Hubert in Toulon. Zij zijn sinds 1992 onderdeel van het Commandement des Opérations Spéciales (COS).
Na de oorlog in Algerije werd de GROUCO opgeheven en in 1963 kwamen de Commandos Marines onder de Groupement des Fusiliers Marines Commandos (GROUFUMACO) in Lorient.
GROUFUMACO werd opgeheven in 1993 waarna de Commandos Marines werden geplaatst onder Commandement des Fusiliers Marins et Commandos (COFUSCO) dat in 2001 werd omgedoopt in Force Maritime des Fusiliers Marins et Commandos (FORFUSCO). In 1994 werden de commandos d'assaut aanvalscommando's geherstructureerd in drie ploegen van 24 man en een commando- en staf van 8 man, totaal 80 man.
De Commandos Marine waren betrokken bij de meeste Franse militaire operaties na de tweede wereldoorlog, waaronder de Golfoorlog, SFOR en KFOR. De laatste decennia vooral bij het onderscheppen van drugstransporten over zee, het beschermen en evacueren van westerse onderdanen uit conflictgebieden, het bevrijden van gijzelaars, bijvoorbeeld van piraterij, het beschermen van schepen tegen piraten. Andere aansprekende acties waren Operatie Serval (Mali, 2013-2014): de verovering van de luchthavens van Gao op 26 januari en Tessalit in de nacht van 7 op 8 februari 2013 en de aanval tegen terroristen die zich in het Radisson Blu-hotel in Bamako, Mali verschanst hadden op 20 november 2015 door personeel van de Groupe de Contre Terrorisme et Libération d'Otage (CTLO) van het Commando Jaubert aan 
Vijf van de zeven Commandos Marines zijn genoemd naar een Commandos Marine-officier die sneuvelde tijdens gevechten. De andere twee, Kieffer en Ponchardier, zijn genoemd naar twee officieren die een belangrijke rol hebben gespeeld bij het ontstaan van de Commandos Marine: Capitaine de frégate Philippe Kieffer (1899-1962) in 1942 de eerste commandant van de eerste Franse commando-eenheid: 1er compagnie de fusiliers marins commandos (“No. 1 (French) Troop” en vice-amiral Pierre Ponchardier (1909-1961), verzetsheld en eerste commandant van de DBFM.
| Embleem | Nieuw naam              | Oprichting                                                                | Genoemd naar                                                                           | Specialisatie |
| ------- | ----------------------- | ------------------------------------------------------------------------- | -------------------------------------------------------------------------------------- | --- |
|         | Commando Jaubert        | 1948                                                                      | Capitaine de frégate François Jaubert (1903-1946)                                      | speciale offensieve acties op het land of maritiem, terrorismebestrijding en de vrijlating van gijzelaars |
|         | Commando Trépel         | 1947                                                                      | lieutenant de vaisseau Charles Trépel (1908-1944), commandant van No. 8 (French) Troop | aanvallen op zee, maritieme terrorismebestrijding en de extractie van onderdanen. |
|         | Commando de Penfentenyo | 1947                                                                      | enseigne de vaisseau Alain de Penfentenyo de Kervéréguin (1921-1946)                   | verkenning van maritieme sites en installaties en in tactische inlichtingen ter voorbereiding van een operatie. |
|         | Commando de Montfort    | 1947, opbonden 1954, heropgericht 1955, ontbonden 1957, heropgericht 1969 | enseigne de vaisseau Louis de Montfor (1920-1946)                                      | ondersteuning en vernietiging op afstand. |
|         | Commando Hubert         | 1948                                                                      | lieutenant de vaisseau Augustin Hubert (1918-1944)                                     | onderwateractie met zijn gevechtszwemmers en maritieme contraterrorisme. |
|         | Commando Kieffer        | 1942, ontbonden 1946. heropgericht 2008                                   | Capitaine de frégate Philippe Kieffer (1899-1962)                                      | verschillende zeer specifieke domeinen: hondengeleiders (maîtres-chiens) voor het zoeken naar geïmproviseerde explosieven, onschadelijk maken van explosieven, droneoperators, elektronische oorlogsvoering, en gevechten onder NRBC-omstandigheden (nucleair, radiologisch, bacteriologisch en chemisch ). |
|         | Commando Ponchardier    | 1945 ontbonden 1946, heropgericht 2015                                    | vice-amiral Pierre Ponchardier (1909-1961)                                             | opgericht als paracommando eenheid van de ‘aéronautique navale’ (Franse Marineluchtvaartdienst). Gespecialiseerd in ondersteuning van speciale operaties. |

- Commando François, opgericht 1947 en genoemd naar lieutenant de vaisseau Jacques François (1913-1947)[46]), werd in 1952 in reserve geplaatst.

## Traditie

### Vaandel
Het vaandel van de Fusiliers Marins is een van de meest gedecoreerde van de Franse krijgsmacht. Op het vaandel staan 11 belangrijke veldslagen waarbij de fusilliers zich hebben onderscheiden vermeld: Diksmuide (1914), IJzer (1914-1915), Langwade (1917), Hailles (1918), Moulin de Laffaux (1918), Bir-Hakeim (1942), Garigliano (1944), Montefiascone (1944),Toulon (1944), Vosges (1944), L’Ill (1945).
De fusiliers marins commandos zijn op twee na het meest gedecoreerde regiment in Frankrijk, de eenheid is onderscheiden met:
- het Ridderkruis van het Legioen van Eer (la Croix de chevalier de la Légion d'honneur)
- het Kruis van Metgezel van de Bevrijding (la Croix de Compagnon de la Libération)
- het Oorlogskruis 1914-1918, met 6 vermeldingen in de Orde van het Leger (la Croix de guerre 1914-1918, avec 6 citations à l'ordre de l'Armée)
- het Oorlogskruis 1939-1945, met 5 vermeldingen in de Orde van het Leger (la Croix de guerre 1939-1945, avec 5 citations à l'ordre de l'Armée)
- de Medaille van het Verzet met rozet, uitgereikt op 31 maart 1947 (la Médaille de la Résistance avec rosette, décernée le 31 mars 1947)
- de Koloniale Medaille met 4 gespen (Libië, Tripolitania, Tunesië 42/43, Verre Oosten) (la Médaille coloniale avec 4 agrafes (Libye, Tripolitaine, Tunisie 42/43, Extrême-Orient))
- de Militaire Medaille (1939-1945) (la Médaille militaire (1939-1945))
- Lint van het Legioen van Eer (1914-1918) aan het vaandel (les fourragères aux couleurs de la Légion d'honneur (1914-1918))
- Lint van het Legioen van Eer (1939-1944) aan het vaandel (les fourragères aux couleurs de la Légion d'honneur (1939-1944))
- Lint van de Orde van de Bevrijding aan het vaandel. Uitgereikt 18 juni 1996 aan l'Ecole des Fusiliers Marins, traditiehouder van het 1er Régiment de Fusiliers Marins (les fourragères aux couleurs de la Croix de la libération (depuis le 18 juin 1996), pour l'Ecole des fusiliers marins, héritière du patrimoine du 1er régiment de fusiliers marins)

### De Engelse baret

#### Commandos Marine
De Commandos Marine droegen tijdens de Tweede Wereldoorlog evenals de Engelse commando's de groene baret. Na de oorlog bleven zij dat doen. Vanwege de Engelse achtergrond dragen de Commandos Marine hun baret daarom “à l'anglaise” ('op zijn Engels'), dat wil zeggen met het emblem boven het linkeroog en de baret aan de rechterkant omlaag getrokken (de rest van het Franse leger (behalve de Frans-Duitse brigade) heeft het baretembleem boven het rechteroog, en trekt de linkerzijde omlaag). Het baretembleem bestaat uit een bronzen vroeg-gotisch schild, waarop in het midden de brik “I’Aventure”  op de golven is afgebeeld, met daarvoorlangs diagonaal een commandodolk, en linksboven op het schild een kruis van Lorraine, het symbool van de Vrije Fransen. Onder het schild een bandelier met de inscriptie "COMMANDOS MARINE" en op beide uiteinden een klein anker.

#### Baret Fusiliers Marins
Tot 1988 droegen de Fusiliers Marins evenals de rest van het marinepersoneel een zwarte matrozenmuts, ook bij het veld- en gevechtstenue wanneer een helm niet nodig was. Bij ceremoniële gelegenheden droeg men een witte matrozenmuts. In 1988 koos de Franse marine definitief voor het permanent dragen van witte petten en matrozenmutsen. Bij de gevechtskleding van de Fusiliers Marins werd toen de donkerblauwe baret ingevoerd, die net zoals bij de Commandos Marine op zijn “à l'anglaise” (op zijn Engels) gedragen wordt. Het baretembleem van de Fusiliers Marins is afgeleid van dat van het 1er Régiment de Fusiliers Marins (1e RFM), waaruit ze zijn voortgekomen. Het is samengesteld uit een schild met daarboven een zwaard dat een musketierpistool kruist. Het geheel is omkranst door een touw en een ketting.

#### Baret overig personeel FORFUSCO
Het FORFUSCO-personeel dat niet als commando of fusillier is gecertificeerd, maar wel is ingedeeld bij een commando- of Fusiliers Marins-eenheid (bv verbindingspersoneel, monteurs, vlootpersoneel, verpleegkundigen, enz.)., draagt sinds 2016 op de groen of donkerblauwe baret een ander embleem, het oude embleem van de “base opérationnelle avancée” (BOA) dat van 1980 tot 1990 gebruikt werd door ondersteunend personeel van de GROUFUMACO. Het goudkleurige embleem bestaat uit een schild met twee gekruiste ankers en daarop een zwaard.

## Afbeeldingen

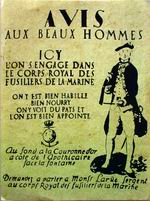
"Avis aux beaux hommes", rekruteringsaffiche van het "Corps Royale des Fusiliers Marins"
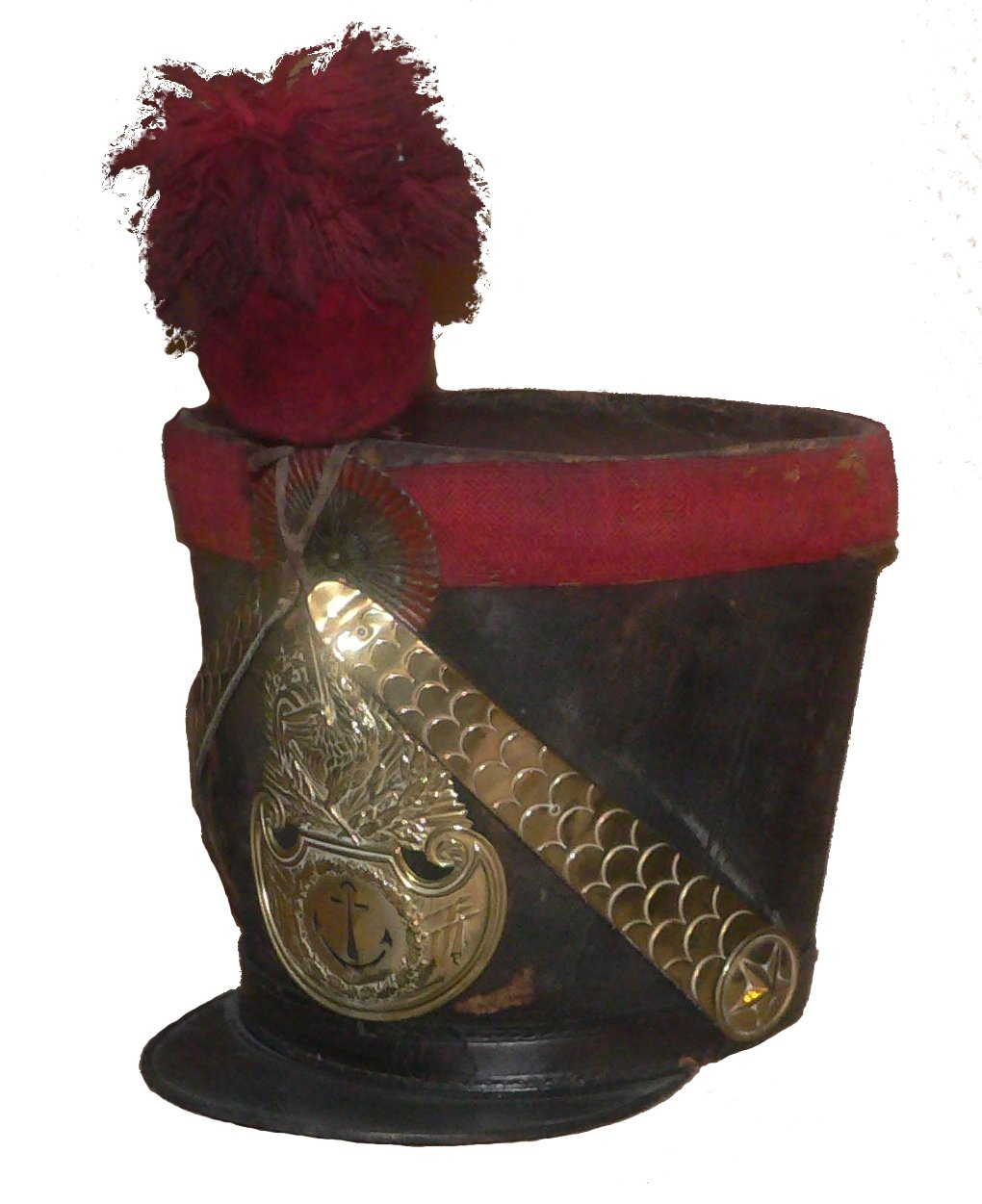
Sjako van de Fusiliers Marins (±1829, Musée de la Marine, Paris)
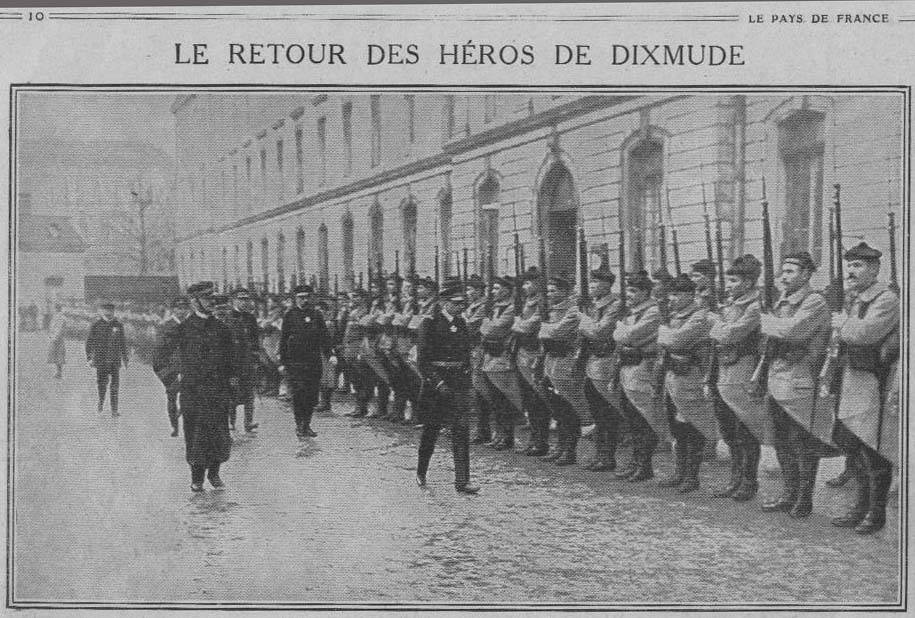
Fusiliers Marins worden gedecoreerd na de Slag om de IJzer
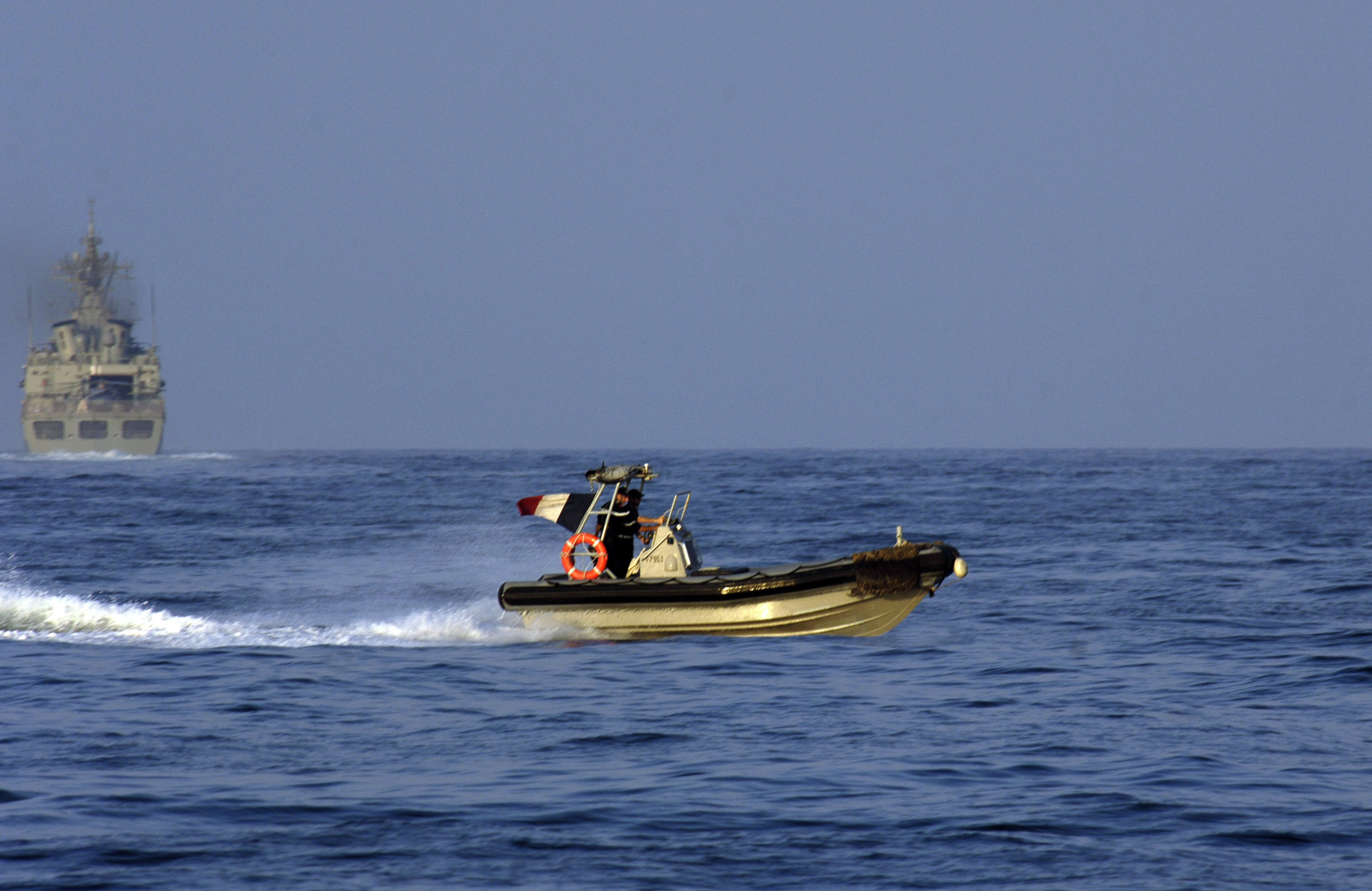
Inspecties op zee worden vaak uitgevoerd door Fusiliers Marins